# Vụ Tài chính quốc phòng, an ninh, đặc biệt (Việt Nam)
Vụ Tài chính quốc phòng, an ninh, đặc biệt (Vụ I) là cơ quan trực thuộc Bộ Tài chính, có chức năng tham mưu, giúp Bộ trưởng Bộ Tài chính thực hiện nhiệm vụ quản lý nhà nước về tài chính, ngân sách đối với lĩnh vực quốc phòng, an ninh, hoạt động của cơ quan Đảng và một số cơ quan ngang Bộ, cơ quan thuộc Chính phủ, chương trình đặc biệt (sau đây gọi tắt là đối tượng quản lý) theo phân công của Bộ trưởng Bộ Tài chính.
Chức năng, nhiệm vụ, quyền hạn và cơ cấu tổ chức của Vụ I được quy định tại Quyết định số 2345/QĐ-BTC ngày 14 tháng 11 năm 2017 của Bộ trưởng Bộ Tài chính.

## Nhiệm vụ và quyền hạn
Theo Điều 2, Quyết định số 2345/QĐ-BTC ngày 14 tháng 11 năm 2017 của Bộ trưởng Bộ Tài chính, Vụ I có các nhiệm vụ, quyền hạn chính:
- Trình Bộ trưởng Bộ Tài chính các loại văn bản thuộc quản lý của Cục.
- Thẩm định phương án tài chính, tổng mức đầu tư, tổng dự toán, chủ trương đầu tư các dự án Nhóm A và các chương trình, dự án do Thủ tướng Chính phủ quyết định thuộc đối tượng quản lý, bao gồm nguồn vốn xây dựng cơ bản tập trung và các nguồn vốn đầu tư khác.
- Phối hợp các đơn vị thuộc Bộ hướng dẫn các Bộ, cơ quan Trung ương và địa phương thực hiện các nội dung chi cho công tác quốc phòng, an ninh, Đảng và các nội dung chi khác liên quan đến các đối tượng quản lý.
- Chủ trì, phối hợp các đơn vị thuộc Bộ Tài chính quản lý kinh phí ngân sách chi thường xuyên, chi đầu tư cho lĩnh vực quốc phòng, an ninh (bao gồm cả nguồn vốn tập trung và vốn đặc biệt), chương trình mục tiêu quốc gia, các chương trình đặc biệt, chương trình công nghiệp quốc phòng và các chương trình, dự án khác thuộc lĩnh vực quốc phòng, an ninh, ngân sách đảng và một số cơ quan ngang Bộ, cơ quan thuộc Chính phủ theo phân công của Bộ trưởng Bộ Tài chính.
- Quản lý, kiểm tra việc thực hiện dự toán thu, chi ngân sách; các nguồn kinh phí được sử dụng của đối tượng quản lý đã được cấp có thẩm quyền duyệt; chủ trì phối hợp các đơn vị liên quan trình Bộ trưởng Bộ Tài chính xử lý đối với những nhu cầu chi đột xuất của đối tượng quản lý.
- Là đầu mối tổng hợp tình hình chi ngân sách hàng năm cho hoạt động quốc phòng, an ninh của các Bộ, cơ quan Trung ương và địa phương.
- Chủ trì, phối hợp với các đơn vị thuộc Bộ và các cơ quan liên quan tham gia về chính sách tiền lương (bảng lương, ngạch, bậc lương, chế độ phụ cấp, quản lý tiền lương và thu nhập) và các chính sách khác liên quan đến tiền lương của đối tượng quản lý.
- Chủ trì, phối hợp với các tổ chức, đơn vị thuộc Bộ trong việc đôn đốc xử lý, giải quyết các kết luận, kiến nghị cụ thể về tài chính, ngân sách của Kiểm toán Nhà nước, Thanh tra Chính phủ đối với đối tượng quản lý.
- Thực hiện các nhiệm vụ, quyền hạn khác do Bộ trưởng Bộ Tài chính giao và theo quy định của pháp luật.

## Lãnh đạo Vụ[2]
- Vụ trưởng: Bùi Tuấn Minh[3]
- Phó Vụ trưởng:

1. Lưu Đức Minh
2. Trương Vĩnh Hiền
3. Nguyễn Lê Phương Anh[3]